# Achero Mañas
Juan Antonio Mañas Amyach, conegut com a Achero Mañas (Madrid, 5 de setembre de 1966), és un director i actor espanyol.

## Biografia
És fill del dramaturg Alfredo Mañas i de l'actriu Paloma Lorena. La seva infància i adolescència transcorren entre el barri de Carabanchel i el barri d'Estrella (Madrid), envoltat sempre d'un ambient pròxim al món del teatre, la literatura i l'art, fet aquest que marcarà profundament la seva personalitat i la seva vida. Després de cursar el batxillerat en el col·legi Arcàngel estudia pintura durant tres anys a l'Escola d'Arts i Oficis del carrer de la Palma. Durant aquests anys participa com a actor en algunes obres de teatre i interpreta algun paper esporàdic al cinema.
L'any 1984, gràcies a una beca obtinguda per la seva mare, es trasllada a viure amb la seva família a la ciutat de Nova York. Al llarg d'un any pren classes de teatre a l'escola Real Stage. Allí rep classes de diversos professors, però, especialment, Patrick Brackford i Madeleine Sherwood marcaran profundament la seva forma d'entendre la interpretació i la direcció d'actors.
A la volta de Nova York reprèn a Madrid la seva carrera com a actor, participant en diferents muntatges de teatre, cinema i televisió. Treballa amb directors de prestigi com Adolfo Aristarain, Carlos Saura, Ridley Scott, Manuel Gutiérrez Aragón, Jordi Grau i Solà etc.
Arran del naixement de la seva filla Laura decideix deixar definitivament la carrera com a actor, activitat que li produeix una profunda insatisfacció i un enorme fastig, per a dedicar-se completament a l'escriptura. Escriu i dirigeix el seu primer curtmetratge titulat Metro a la ciutat de Barcelona en 1995. La producció és duta a terme per la productora Bausan Films. Obté, entre d'altres, el premi Luis Buñuel de cinematografia i el premi al millor curtmetratge en la Mostra Internacional de Montecatini Terme.
L'any 1996 escriu, dirigeix i produeix el seu segon curtmetratge titulat Cazadores, amb el qual obté importants premis, destacant el Goya al millor curtmetratge de l'any. En 1997 escriu, dirigeix i produeix el seu tercer i últim curtmetratge Paraísos artificiales, amb el que també obté rellevants premis tant nacionals com internacionals. Aquest mateix any reprèn l'escriptura, iniciada anteriorment, de El Bola, guió que es convertirà en el seu primer llargmetratge. Poc temps després coneix al productor José Antonio Félez que, en aquests moments, està creant la companyia cinematogràfica Tesela. La productora s'interessa pel guió i després d'arribar a un acord sobre la versió definitiva s'inicia la producció. Achero aconsegueix que s'acceptin les seves condicions per a dirigir la pel·lícula, que consisteixen en un determinat nombre de setmanes de rodatge, llibertat absoluta en l'elecció dels actors, un mes d'assaigs i el tall final del negatiu. El Bola s'estrena l'any 2001 i té un sorprenent acolliment tant de crítica com de públic. Rep innombrables premis nacionals i internacionals entre ells quatre premis Goya. Millor guió original, millor actor novell, millor direcció novella i millor pel·lícula. A l'any següent obté diverses nominacions de l'Acadèmia Europea i rep el premi Fassbinder com a director.
L'any 2002 escriu, en col·laboració amb el seu germà Federico Mañas, el seu segon llargmetratge titulat Noviembre. Pel·lícula sobre un grup de teatre independent, amb la qual obté destacats premis tant nacionals com internacionals, entre d'altres, el premi Fipresci en el Festival Internacional de Cinema de Toronto, el premi de la Joventut en el Festival Internacional de Sant Sebastià i el premi Luis Buñuel de cinematografia.
Un any més tard Canal Plus li ofereix la direcció d'un documental sobre el procés de pau a Irlanda del Nord. Durant un any es dedica completament a l'estudi i elaboració d'aquest documental, entrevistant els principals protagonistes del conflicte, destacant les intervencions del president del Sinn Féin Gerry Adams i els Premis Nobel de la Pau John Hume i David Trimble. Anys després, per circumstàncies personals, es trasllada a viure a la ciutat de Nova York. En 2010 produeix, escriu i dirigeix la seva tercera pel·lícula titulada Todo lo que tú quieras amb gran èxit de crítica i públic. S'estrena en el festival de cinema de Toronto i és seleccionada en els festivals internacionals de major prestigi internacional.
En aquests moments resideix a Los Angeles (Califòrnia), on prepara el seu pròxim projecte amb el títol provisional de Brooklyn Bird.

## Filmografia com a actor

### Televisió
- Las pícaras: La viuda de Valencia (1983)
- Tarde de teatro (1986)
- Una hija más (1991)
- Un día volveré (1993)
- Colegio Mayor (1994)
- Carmen y familia (1996)

### Cinema
- Las aventuras de Enrique y Ana (1981)
- La guerra de los locos (1987)
- La punyalada (1990)
- 1492: Conquest of Paradise (1992)
- Disparando a Elizabeth (1992)
- ¡Dispara! (1993)
- La leyenda de la doncella (1994)
- Expo-X (1994)
- Historias de la puta mili (1994)
- Así en el cielo como en la tierra (1995)
- Noctámbulos (1995)
- El rey del río (1995)
- Belmonte (1995)
- La ley de la frontera (1995)

## Filmografia com a director

### Llargmetratges
- 2000 - El Bola
- 2003 - Noviembre
- 2010 - Todo lo que tú quieras[3]
- 2019 - Un mundo normal

### Documentals
- Blackwhite (2004)

### Curtmetratges
- Metro (1994)
- Cazadores (1997)
- Paraísos artificiales (1998)

## Premis
Medalles del Cercle d'Escriptors Cinematogràfics
| Any  | Categoria            | Pel·lícula | Resultat  |
| ---- | -------------------- | ---------- | --------- |
| 2000 | Millor guió original | El Bola    | Guanyador |
| 2000 | Premi revelació      | El Bola    | Guanyador |

XV Premis Goya
| Categoria              | Pel·lícula         | Resultat  |
| ---------------------- | ------------------ | --------- |
| Millor pel·lícula      | El Bola            | Guanyador |
| Millor guió original   | Achero Mañas       | Guanyador |
| Millor director novell | Achero Mañas       | Guanyador |
| Millor actor revelació | Juan José Ballesta | Guanyador |